# James Thornhill
James Thornhill, född 1675, död 1734 på sitt gods vid Weymouth, var en engelsk målare.
Thornhill fick sin utbildning under ledning av hovmålaren Thomas Highmore. Han blev huvudsakligen känd för sina historiemålningar. Dessutom utförde han åtta målningar föreställande Paulus liv i Sankt Paulskatedralen i London. Kända fresker och målningar av Thornhill finns dessutom i den stora hallen av Old Royal Naval College i Greenwich samt i Hampton Court Palace.